# Chúc một ngày tốt lành
Chúc một ngày tốt lành là tác phẩm của nhà văn chuyên viết truyện cho thiếu nhi Nguyễn Nhật Ánh, kể về cuộc sống hằng ngày của con người cũng như các con vật ở một làng quê. Truyện được chính thức phát hành vào ngày 6 tháng 3 năm 2014 bởi nhà xuất bản Trẻ.

## Lịch sử
Vào ngày 28 tháng 2 năm 2013, một video ngắn được phát hành, giới thiệu sơ lược về bối cảnh cũng như các nhân vật trong truyện thông qua góc nhìn của nhân vật Lọ Nồi. Ở cuối đoạn phim, truyện được công bố sẽ phát hành vào ngày 6 tháng 3 năm 2014. Trong đợt in đầu tiên với 40,000 bản thì 38,000 bản trong số đó đã được các đơn vị phát hành mua hết ngay từ khi cuốn sách còn chưa được ra mắt. Vì thế, Nhà xuất bản Trẻ đã phải in nối thêm 15,000 để kịp đáp ứng đủ nhu cầu của đọc giả. Đây được cho là một trong những hiện tượng của ngành Văn học Việt Nam giữa tình trạng sách đang ế ẩm. Lượng tiêu thụ của tác phẩm này tăng gấp rưỡi so với tác phẩm ra mắt trước đó của Nguyễn Nhật Ánh - Ngồi khóc trên cây. Tổng lượng xuất bản đợt tới dự kiến sẽ lên đến 50,000 bản.
Để đánh dấu ngày tác phẩm này được phát hành trên toàn quốc, nhà văn Nguyễn Nhật Ánh đã tổ chức những buổi ký tặng vào ngày 6 và 25 tháng 3 năm 2014.

## Nội dung
Câu chuyện mở ra ở một làng quê, khi các con vật ở nhà bà Đỏ và thằng Cu - gồm hai con heo Lọ Nồi và Đuôi Xoăn, con cún Mõm Ngắn và đàn gà chíp - cảm thấy chán nản với cuộc sống hàng ngày và bắt đầu bày ra những trò quậy phá như kêu tiếng của loài khác hay trò chuyện với người bằng thứ tiếng "hỗn hợp". Mọi thứ rắc rối lẫn bất ngờ đều diễn ra từ đó như khi mọi người đổ xô đến xem chúng, heo giúp người bắt trộm bằng thứ tiếng kì quái, hay việc thằng Cu thương nhớ con bé Hà còn Lọ Nồi thì "thầm thương trộm nhớ" cô heo Đeo Nơ sống ở nhà bà Tươi,...

## Cảm hứng
Tại 1 buổi phỏng vấn, chia sẻ về ý tưởng cho thứ ngôn ngữ lạ lùng mà đáng yêu của các con vật trong tập truyện, nhà văn Nguyễn Nhật Ánh phát biểu:"...đây chỉ là sự pha trộn từ tiếng kêu của 3 loài vật này (chó, heo và gà), xuất phát từ những tiếng kêu ủn ủn ỉn ỉn, gâu gâu, chiếp chiếp. Đây vốn là những điều rất quen thuộc với tôi thời bé. Khu vườn trong cuốn sách tôi mô tả cũng là từ phiên bản khu vườn của mẹ tôi ở Bảo Lộc năm 1978."

## Nhân vật
- Lọ Nồi và Đuôi Xoăn: hai con heo ở nhà bà Đỏ
- Mõm Ngắn: một con cún
- Đàn gà chíp: đàn gà với thủ lĩnh là con Cánh Cụt.[6]
- Bà Đỏ: chủ của các con vật
- Thằng Cu: con của bà Đỏ
- Chị Mái Hoa, Nái Sề và Vện: mẹ của đàn gà, hai con heo và con cún.
- Nhỏ Hà: hàng xóm của thằng Cu, cháu bà Tươi, người thằng Cu thầm yêu.
- Đeo Nơ: con heo của Hà mà Lọ Nồi thầm yêu.[6]